# Сарда, Жулия
Жулия Албино Сарда (порт. Júlia Albino Sardá; род. 1 декабря 1982, Флорианополис) — бразильская регбистка, внешний центровой. Участница летних Олимпийских игр 2016 года.

## Биография
Жулия Сарда родилась 1 декабря 1982 года в бразильском городе Флорианополис.
В течение 11 лет занималась лёгкой атлетикой, после чего в 21-летнем возрасте стала совмещать её с регби, на котором позже сосредоточилась.
Играла в регби на позиции внешнего центрового. Выступала за «Дестерру» из Флорианополиса.
С 2004 года выступала за женскую сборную Бразилии по регби-7, провела более 200 матчей, была её капитаном.
В 2016 году вошла в состав женской сборной Бразилии по регби-7 на летних Олимпийских играх в Рио-де-Жанейро, занявшей 9-е место. Играла на позиции нападающего, провела 1 матч, очков не набирала.